# Histoire militaire de la Biélorussie pendant la Seconde Guerre mondiale

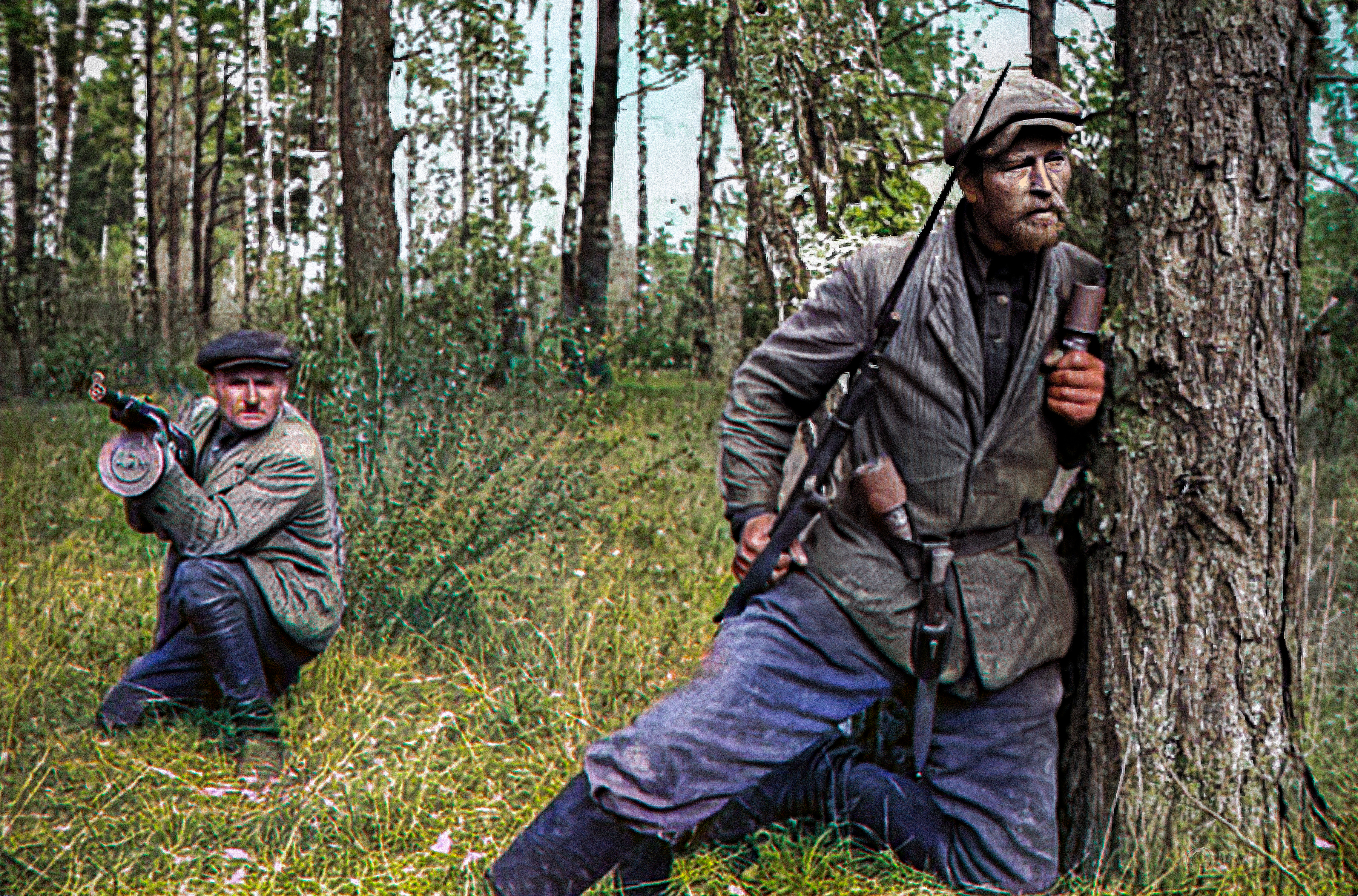
Image colorisée illustrate des partisans soviétiques en Biélorussie en 1943. Archives d'Etat russes

L'histoire militaire de la Biélorussie pendant la Seconde Guerre mondiale est un épisode de l'Histoire de la Biélorussie correspondant à l'invasion de ce pays par les forces armées de l'Axe lors de l'opération Barbarossa. Elle se termine par la libération du pays, déclenchée par l'opération Bagration.

## Prémices
Le Pacte Molotov-Ribbentrop de non-agression d'août 1939 avait établi une situation de non-agression réciproque entre l'Allemagne nazie et l'URSS. Un protocole secret prévoyait alors le partage entre les deux nations, des pays de la région : Finlande, Estonie, Lettonie, Lituanie, Pologne (Seconde République de Pologne) et Roumanie.

## Sources
- (en) Cet article est partiellement ou en totalité issu de l’article de Wikipédia en anglais intitulé « Military history of Belarus during World War II » (voir la liste des auteurs).